# Hahnenkamm
För andra betydelser, se Hahnenkamm (olika betydelser).
Hahnenkamm är ett berg i Tyrolen i Österrike, beläget på en höjd av 1 712 meter över havet. Nedför berget körs årligen det alpina skidloppet Hahnenkammrennen.